# Martin Gschwind
Martin Gschwind (* 26. Februar 1965 im Kanton Basel-Land, Schweiz) war Mitglied des Grossen Rates des Kantons Basel-Stadt (zunächst VA, dann parteilos).

## Leben
Gschwind wuchs in einem Vorort im Baselbiet auf. In seiner Jugend war er nach eigenen Angaben drogensüchtig und hatte Probleme wegen seines aggressiven Verhaltens.
Nachdem er ein Angebot annahm, auf einem Therapieschiff anzuheuern, änderte er sein Leben. Durch Vermittlung des Kapitäns erhielt er eine Anstellung als Seemann auf einem Öltanker.
Diese Tätigkeit musste er jedoch infolge eines Unfalls aufgeben und kehrte nach Basel zurück. Seither bezieht er eine IV-Rente.
Um wieder zur See fahren zu können, wollte er zunächst eine Ausbildung zum Koch machen. Als er jedoch in Basel seine Frau kennenlernte, Mitarbeiterin einer Spitex, blieb er in der Stadt, wo er im Kleinbasler Quartier Kleinhüningen wohnt. Er erhielt eine Anstellung als Verkäufer des Strassenmagazins Surprise am Claraplatz, die er gemeinsam mit seiner Frau ausübte. In dieser Zeit erlangte er gewisse lokale Bekanntheit durch Medienberichte, in denen Politiker und andere örtliche Prominenz sich als Ausweis sozialen Engagements mit den Heftverkäufern ablichten liessen, einen Bericht über das Paar im Magazin selbst und den 2007 veröffentlichten Film Surprise – Karriere für Randfiguren des Schweizer Filmemachers Roland Achini. In dieser Zeit nahm Eric Weber, Gründer und Anführer der Volks-Aktion gegen zu viele Ausländer und Asylanten in unserer Heimat (VA) und bereits einmal Grossrat der Partei Nationale Aktion gegen Überfremdung von Volk und Heimat (heute Schweizer Demokraten), erstmals mit ihm Kontakt auf.
Nach vier Jahren gab Gschwind den Surprise-Verkauf auf, da ihm das Geschäft (die Verkäufer erhalten die Hälfte der Einnahmen) durch immer mehr Asylbewerber verdorben worden sei, die das Magazin ebenfalls verkauften. Er schloss sich dem Anwohnerkomitee Gegen Asylwohnheime im Kleinbasel an.
Im Vorfeld der Grossratswahl vom 28. Oktober 2012 überzeugte Eric Weber Gschwind und seine Frau zur Mitgliedschaft und Kandidatur auf der Liste der VA. Die VA trat nur im Kleinbasel an und übersprang dort mit knapp über 5 Prozent das zu diesem Wahltermin neu in Kraft getretene Quorum von 4 Prozent in einem Wahlkreis (alt: 5 Prozent). Martin Gschwind erreichte auf Listenplatz 2 gesamthaft 995 Stimmen und zog damit neben Weber als zweiter Grossrat der VA ins Kantonsparlament ein. Gschwind distanzierte sich von verbalen Ausfällen Webers, dem es nur um Rache ginge. Er dagegen sei ein Anständiger und wolle in der im Februar 2013 beginnenden Legislaturperiode politisch mitarbeiten.
Bereits kurz nach Beginn der Legislaturperiode im Februar 2013 war Gschwind nicht mehr Mitglied der Volks-Aktion, und polisierte danach als Parteiloser weiter. Gschwind sagte, er sei aus der Partei ausgetreten, während Weber behauptete, Gschwind habe «der Partei kein Geld abgeben wollen». Sein Mandat als Grossrat endete mit dem Ablauf der Legislaturperiode im Jahr 2016.